# 1871 en football
Les débuts du football (1835-1870)
Cet article présente les faits marquants de l'année 1871 en football.

## Février
- 25 février : match international non officiel entre l'Angleterre et l'Écosse à Londres (Kennington Oval) : 1-1.

## Juillet
- 20 juillet : création de la FA Challenge Cup. Cette compétition nationale a pour but d'unifier le football. La FA ne contrôle qu'une petite frange de clubs, et peine à faire adopter ses règlements… même à ses membres ! 39 clubs (seulement !) sont membres de la FA, ce chiffre tombant à une dizaine au cœur des années 1860. L'Université de Cambridge dont les Rules avaient pourtant largement inspiré les lois du jeu de la FA, refuse d'abandonner « ses » propres règlements. La Sheffield FA, qui rejoint alors la FA, possède également ses règlements spécifiques. Ces derniers font d'ailleurs tache d'huile et sont notamment adoptés à Nottingham, tandis que la FA en reprend quelques éléments.

## Novembre
- 11 novembre : ouverture de la FA Challenge Cup 1872.
- 18 novembre : match international non officiel entre l'Angleterre et l'Écosse à Londres. Les Anglais s'imposent 2-1.

## Décembre
- 25 décembre : fondation du club de football anglais de Reading FC basé à Reading.
- Série de trois matchs amicaux entre une sélection de la Fédération de Sheffield et la Fédération anglaise basée à Londres. Le match aller joué à Sheffield se joue selon les règles en vigueur à Sheffield, et le match retour à Londres avec les règles de la FA. Un troisième match est joué en mars 1872 à Sheffield en mixant les deux règlements. Sheffield s'imposa dans cette série par deux victoires à une. Cette opposition Londres-Sheffield fut un tel succès populaire, que la rencontre devint annuelle.

## Naissances
- 7 mars : Malcolm McVean, footballeur écossais. († 6 juin 1907).
- 4 mai : Henri Dapples, footballeur suisse. († 9 mai 1920).
- 11 juillet : Alex Leake, footballeur puis entraîneur anglais. († 29 mars 1938).
- 12 septembre : Johnny Campbell, footballeur écossais. († 2 décembre 1947).
- 13 novembre : William Beats, footballeur anglais. († 6 avril 1936).
- 23 décembre : Jimmy Crabtree, footballeur anglais. († 31 mars 1908).
- ? : Nettie Honeyball, fondatrice du British Ladies' Football Club, l'un des premiers clubs de football féminin. Elle jouera au sein du club jusqu'au printemps 1895 († ?).